# Зелёный совет
«Зелёный совет» (англ. The Green Council) — девятый эпизод первого сезона фантастического телесериала «Дом Дракона», снятый режиссёром Клэр Килнер. Его премьера состоялась 16 октября 2022 года.

## Сюжет
Действие эпизода разворачивается после смерти короля Вестероса Визериса I. Борьба за власть вступает в решающую стадию: согласно завещанию умершего, престол должна занять его дочь от первого брака Рейенира, но вдова короля, Алисент Хайтауэр, уверена, что предсмертным желанием Визериса было посадить на трон её сына Эйегона. Приказав слугам молчать, она советуется с отцом-десницей и собирает Малый совет, в котором преобладают сторонники «зелёных». Все, за исключением Лимана Бисбери и лорда-командующего, соглашаются с тем, что королём должен стать Эйегон. Возмутившегося беззаконием лорда Бисбери убивает сир Кристон Коль, но несогласного с решением и подавшего в отставку лорда-командующего приходится отпустить. Несколько дней о смерти короля никому не говорят, при этом идёт тайная подготовка к коронации. Десница склоняет великие дома на сторону Эйегона, устраняя несогласных. Принцессу Рейенис держат в замке в плену, Алисент пытается уговорить её поддержать Эйегона. 
Сам принц не хочет восходить на престол, так как отец никогда не называл его наследником, но Алисент убеждает сына, что именно такова была воля Визериса. Через несколько дней о смерти короля объявляют, наконец, в Драконьем Логове, и на глазах у тысяч жителей столицы Эйегона провозглашают правителем Семи Королевств. Сир Эррик выводит Рейенис из замка, она через потайной ход проникает в логово своего дракона Мелеис. Эйегон убеждается, что получил поддержку жителей Королевской Гавани. Однако после коронации в Драконье Логово врывается верхом на драконе Рейенис; пригрозив узурпаторам сожжением, она улетает прочь.

## Премьера и оценки
9 октября 2022 года появился тизер девятого эпизода. Премьера состоялась 16 октября.
«Зелёный совет» получил оценку «пять из пяти» от Молли Эдвардс из GamesRadar+. Она пишет: «Целый сезон интриг достигает кульминации в потрясающем эпизоде, посвященном „зелёным“, кульминацией которого является ослепительный финал, объединяющий пламя и кровь». Майкл Дикон из The Telegraph, Алек Боджалд из Den of Geek и Джордан Рассел Лайон из Ready Steady Cut поставили четыре из пяти. Дикон отметил, что «эпизод мастерски подготавливает нас к любым ужасам, которые ожидают в финале сезона», Боджалад назвал «Зелёный совет» «еще одним стоящим шагом во всё более стоящей истории», а Лайон отметил напряжение, возникающее между Рейенирой и Алисент. Хелен О’Хара из IGN дала эпизоду оценку «9 из 10», назвав его ключевыми мотивами страх и неуверенность королевы Алисент, а также её решимость защищать свою семью. Дженна Шерер из A.V. Клуб назвала эпизод «напряженной шахматной партией», Эрик Кейн из Forbes — «ещё одним блестящим эпизодом шоу». «Война приближается, — пишет Кейн. — До этого момента „Дом Дракона“ мастерски подготавливал почву для грядущего конфликта, знакомя нас не только с игроками, но и с множеством сложных отношений, союзнических и враждебных, приведших к появлению фракций, которые мы сейчас видим перед собой».
Некоторые критики особо отметили развитие характеров Алисент, Отто Хайтауэра, Эйемонда и Рейенис.